# 渡浩行
渡浩行（わたり ひろゆき、本名：渡辺浩行（わたなべ ひろゆき）、1967年1月31日 - ）は、日本の俳優。千葉県木更津市出身。身長179cm。体重65kg。血液型O型。かつてはスターダストプロモーションに所属していた。
姉が居る。特技は少林寺拳法、ボクシング（1988年当時公表のプロフィールより）。

## 出演

### テレビドラマ
- 武田信玄（大河ドラマ、NHK） - 武田竜宝 役
- 信長 KING OF ZIPANGU（大河ドラマ、NHK） - 斎藤龍興 役
- 花の乱（大河ドラマ、NHK） - 赤松政則 役
- 清左衛門残日録（金曜時代劇、NHK） - 金井裕之進 役 ※放送文化基金賞・第31回ギャラクシー賞・第2回橋田賞受賞作品
- 大江戸風雲伝（金曜時代劇、NHK） - 佐野善左衛門 役
- 新十津川物語昭和編（土曜ドラマ、NHK） - 栃谷和彦 役
- 真夜中のテニス（ドラマ10、NHK）
- ウエディングベルが聞こえる（日本テレビ）
- 悪女（讀賣テレビ）
- スケバン刑事II 少女鉄仮面伝説（フジテレビ）
- 花のあすか組!（フジテレビ）
- あいつがトラブル（フジテレビ）
- 御存知!鞍馬天狗（市川昆監督、フジテレビ）
- 世にも奇妙な物語2（フジテレビ）
- ぺぱーみんと・エイジ（フジテレビ）
- ゴーストスープ（岩井俊二監督、フジテレビ） - 主演：イチロー
- ザ・ハングマン6 第13話「少女連続殺人はロリコン先生!」（1987年、朝日放送） - ヒロシ 役
- 必殺スペシャル・新春 決定版!大奥、春日野局の秘密 主水、露天風呂で初仕事（テレビ朝日）
- ペテン師軍団10億円パーフェクトゲーム!（ABC）
- 水戸黄門 第42部（TBS）
- ハンチョウ〜警視庁安積班〜 シリーズ5（TBS）
- ドンパル〜海峡を渡った愛〜（NHK）
- 特命おばさん検事! 花村絢乃の事件ファイル（水曜ミステリー9、TX） - 今野保志 役
- 文五捕物絵図 男坂界隈（日本テレビ）

### 映画
- 終の信託（周防正行監督）
- SPINNING KITE（加瀬聡監督）
- うれしはずかし物語（東陽一監督）
- ファンシイダンス（周防正行監督）
- 少年時代（篠田正浩監督）

### ラジオ
- 渡浩行のライブラリーレイディオ（かずさFM）

### 舞台
- 砕けた木馬（パニス青芸館）
- From My Street（恵比寿ファクトリー）

### CM
- フェニックスリゾートシーガイヤ（年契約）
- TDKハイコンタクトビデオテープ

## 音楽
- 1998年7月、渡浩行、滝政義の2名でtheSpooksを結成。同時期より横浜、渋谷のclub、live houseにて定期的にLive活動を行う。1999年9月15日、矢沢永吉の50th Birthdayイベント「Tonight The Night」（横浜国際競技場）でオープニングアクトとして出演。2000年7月東芝EMIより「Beggin' you」でデビュー。同年、TBS系全国ネット「sport&news」のテーマソングとして「Beggin’you」「Dizzy miss Queen」が流れる。
- 2005年、渡浩行、平岩渡の2名で作曲、作詞、プロデュースユニットwater-chungを結成。
- 2006年、BMG JAPANよりエイミーチャコールをプロデュースする。